# 見津信号所
見津信号所（みづしんごうしょ）は、兵庫県神戸市西区押部谷町にある、神戸電鉄粟生線の信号場。

## 概説
木幡駅と木津駅の間の地点にあり、見津車庫への出入り線が分岐する。車庫出し、車庫入れの運転士や係員乗降のための運転停車が一部の列車で行われる。

## 歴史
- 1936年（昭和11年）12月28日：三木電気鉄道三木線開業により開設[1]。
- 1937年（昭和12年）4月15日：電化[1]。
- 1947年（昭和22年）1月9日：会社合併により神有三木電気鉄道[2]の信号所となる[1]。
- 1952年（昭和27年）4月10日：路線名変更により粟生線の信号所となる[1]。
- 1979年（昭和54年）11月16日：粟生線複線化第一期工事竣工により、見津信号所 - 押部谷間複線化。
- 1983年（昭和58年）3月：改築[3]。
- 1984年（昭和59年）10月7日：第二車庫建設第一期工事竣工により、車庫への出入線新設[4]。
- 1989年（平成元年）3月26日：粟生線複線化第三期工事竣工により、川池信号所 - 見津信号所間複線化[5][6]。それに伴い現在の形になる。

## 隣の施設
神戸電鉄
■粟生線
木幡駅 - 見津信号所 - 木津駅